# Агентство по стратегическому планированию и реформам Республики Казахстан
Агентство по стратегическому планированию и реформам Республики Казахстан (каз. Қазақстан Республикасы Стратегиялық жоспарлау және реформалар агенттігі) — центральное звено в системе государственного планирования Республики Казахстан. Агентство осуществляет руководство в области стратегического планирования, государственной статистической деятельности, проведения реформ.
Агентство непосредственно подчинено и подотчетно Президенту Республики Казахстан.

## История
Агентство по стратегическому планированию и реформам Республики Казахстан в первый раз 10 октября 1997 года был создан как центральный исполнительный орган, с передачей ему функций, полномочий по управлению имуществом и делами упраздняемого Агентства по стратегическому планированию Республики Казахстан, а также части функций, полномочий по управлению имуществом и делами Министерства экономики и торговли Республики Казахстан. Председатель Агентства по стратегическому планированию и реформам Республики Казахстан являлся министром Республики Казахстан - членом Правительства Республики Казахстан.
Согласно Указу Президента Республики Казахстан от 30 июня 1998 г. N3986 реорганизовано Агентство по стратегическому планированию и реформам Республики Казахстан путем его преобразования в государственный орган, непосредственно подчиненный и подотчетный Президенту Республики Казахстан, и выделения из его состава Комитета по статистике и анализу. Комитет по статистике и анализу путем его преобразования в Национальное статистическое агентство Республики Казахстан как центральный исполнительный орган, не входящий в состав Правительства.
В первый раз орган создали в 1997 году. Потом стало частью Министерства национальной экономики. В 2020 году воссоздан обратно.

## Функции
- координации деятельности государственных органов и субъектов квазигосударственного сектора при подготовке документов системы государственного планирования, а также по согласованию, мониторингу и оценке хода их реализации;
- согласованию предложений государственных органов, направленных на совершенствование системы государственного управления;
- стратегическому прогнозированию и проведению анализа развития страны и международной ситуации;
- координации работы в сфере ведомственной статистики;
- координации работ по проведению ежегодной оценки эффективности деятельности центральных государственных и местных исполнительных органов областей, городов республиканского значения, столицы.[4]

## Руководители
| № | Ф.И.О.                        | Дата начала и окончания работы на посту            | Название должности                                                                     |
|   | Утембаев, Ерик Мылтыкбаевич   | октябрь 1997 - июнь 1998, июль 1998 - октябрь 1999 | Министр - председатель Агентства по стратегическому планированию и реформам            |
|   |                               | ?-2002                                             | Председатель Агентства по стратегическому планированию Республики Казахстан            |
| 1 | Келимбетов, Кайрат Нематович  | 14 сентября 2020 — 6 января 2022 года              | Председатель Агентства по стратегическому планированию и реформам Республики Казахстан |
| 2 | Иргалиев, Асет Арманович      | 6 января 2022 года - 2 сентября 2023               | Председатель Агентства по стратегическому планированию и реформам Республики Казахстан |
| 3 | Шаймарданов Жандос Нурланович | 16 сентября 2023 года - 28 февраля 2025 года       | Председатель Агентства по стратегическому планированию и реформам Республики Казахстан |
| 4 | Иргалиев, Асет Арманович      | с 28 февраля 2025 года                             | Председатель Агентства по стратегическому планированию и реформам Республики Казахстан |

## Структура
1997
- Департамент стратегического планирования и координации
- Департамент экономической политики и специальных программ
- Департамент бюджетных программ
- Управление организационно-информационной работы
- Комитет по статистике и анализу[5][6]

2020 год:
- Департамент стратегического планирования и мониторинга реформ
- Департамент отраслей экономики
- Департамент институционального развития
- Департамент социальной сферы
- Департамент макроэкономической политики
- Департамент административно-правового обеспечения
- Служба коммуникаций
- Служба мобилизационной подготовки, информационной безопасности и защиты государственных секретов
- Служба развития и управления персоналом
- Служба внутреннего аудита[4]
- Бюро национальной статистики АСПР РК